# Be Strong, Geum-soon!
Be Strong, Geum-soon! (hangul: 굳세어라 금순아; rr: Gutse-eora Geumsuna) é uma série de televisão sul-coreana de 2005 estrelada por Han Hye-jin e Kang Ji-hwan. Foi ao ar na MBC de 14 de fevereiro de 2005 a 30 de setembro de 2005, de segunda a sexta às 20:20, totalizando 163 episódios.

## Sinopse
O drama começa com Geum-soon no meio de uma prova de cabeleireiro numa escola de estética, no qual ela fracassa após ter problemas de bexiga. Ela se casa com Song-hwan, que morre em um acidente de carro dias depois. Nisso, ela se muda para a casa dos sogros e dá à luz a Hwi-seong, um menino. Ela assume vários empregos para se sustentar (embora sua sogra inicialmente sugira que ela fique em casa por mais um ano para cuidar do bebê): ela começa a expor e promover bebidas nutricionais no Hospital Universitário da Coreia e depois se torna aprendiz em um salão de cabeleireiro.
Geum-soon sofre um acidente depois que sua scooter bate no carro de um jovem médico que a denuncia à polícia e registra cada pequena lesão sofrida, desde um dedo quebrado até um tornozelo torcido. Mais tarde, para sua surpresa, ao se candidatar a um emprego como aprendiz num salão de cabeleireiro, ela fica chocada ao descobrir que o médico que conheceu anteriormente é filho do dono do salão. Eun-ju, a gerente assistente do salão, inicialmente a rejeita porque eles não precisam de mais funcionários, mas depois Jae-hee e Mi-ja decidem que devem contratá-la.
Geum-soon é mantida sob a supervisão de uma colega, Hae-mee, que a intimida. Ela muda seu penteado de "cabeça de repolho" (apelido que Jae-hee deu a ela) para um mais liso e cacheado. Ela perde seu emprego no salão ao revelar seu passado à Srta. Yoon, após chegar atrasada um dia, além disso, seu segredo é descoberto pela gerente assistente.

## Elenco
- Han Hye-jin como Na Geum-soon[3]
- Kang Ji-hwan como Goo Jae-hee[3]
- Kim Nam-gil como Noh Seong-hwan[3]
- Lee Min-ki como Noh Tae-hwan[3]
- Kim Seo-hyung como Ha Seong-ran[3]
- Youn Yuh-jung como Kim Jin-soon[3]
- Choi Ja-hye como Na Geum-ah[3]
- Yang Hee-kyung como Ahn Soon-ji[3]
- Park In-hwan como Noh So-jang[3]
- Kim Ja-ok como Son Jung-sim[3]
- Kim Yu-seok como Noh Si-hwan[3]
- Jang Yong como Jang Ki-jong[3]
- Yang Mi-kyung como Kim Young-ok[3]
- Lee Se-eun como Jang Eun-ju[3]
- Yoon Mi-ra como Oh Mi-ja[3]
- Lee Hee-do como Na Sang-do
- Chae Eun-seo como Ahn Hae-mee
- Hwang Hye-hee como Yun So-ran
- Song Seung-hwan como Seung-hwan
- Woo Kang-ha como Ah-ki